# Base orgânica
Uma base orgânica é um composto orgânico que se se comporta como uma base. As bases orgânicas são, na sua generalidade receptores de protões. Contêm normalmente átomos de azoto (nitrogênio) que são facilmente desprotonados.
Exemplos de bases orgânicas:
- piridina
- metil amina
- Benzimidazol
- Hidróxidos de alguns catiões orgânicos
- Amida